# Gauranga
Gauranga (trl. gaurāṅga, dosłownie: „złoty, piękny, złocisty, jasny, o złocistych kończynach”) – jedno z imion Kryszny, spopularyzowane przez ruch Hare Kryszna.

## Źródłosłów
Imię „Gauranga” składa się z dwóch słów z sanskrytu: gaura „biały, lśniący, piękny” oraz aṅga „kończyna”.

## Recepcja imienia
Wymieniane jest w Puranach. W Agnipurana z około 1100 r. n.e.:
prasantātma lambakanṭhas / gaurāṅgas ca sura-vṛtaḥ  („Najwyższy Byt, o długiej szyi / i złocistych kończynach, otoczony przez mędrców”)

## Znaczenie
- W gaudija wisznuizmie to imię Ćajtanji Mahaprabhu, uznawanego ze jedną z inkarnacji Kryszny (w ikonografii religijnej przedstawia się Ćajtanję o złocistym kolorze skóry).
- Według Bhakivedanty Swamiego Prabhupady[1] „Gauranga” jest odwrotnością imienia „Kryszna”, czyli nie ciemny i dopełnieniem słowa „Hari”, czyli jasny, złocisty. Jest to takie samo dopełnienie przeciwieństw jak w słowach Maha Mantry.
- Wyznawcy Hare Kryszna twierdzą, że powtarzanie imienia „Gauranga” (wymawianego: „Goranga”) przynosi szczęście i spokój, tak jak każde intonowanie świętych imion Najwyższej Osoby Boga.